# Château de Dyo
Le château de Dyo est un ancien château fort, probablement de la fin du XIe siècle, centre de la seigneurie de Dyo au Moyen Âge. Il se dresse sur le territoire de la commune de Dyo, dans le département de Saône-et-Loire, en région Bourgogne-Franche-Comté.

## Situation
Le château de Dyo est situé sur une butte, dans le village de Dyo, le long de la route de allant de Charolles à La Clayette.

## Histoire

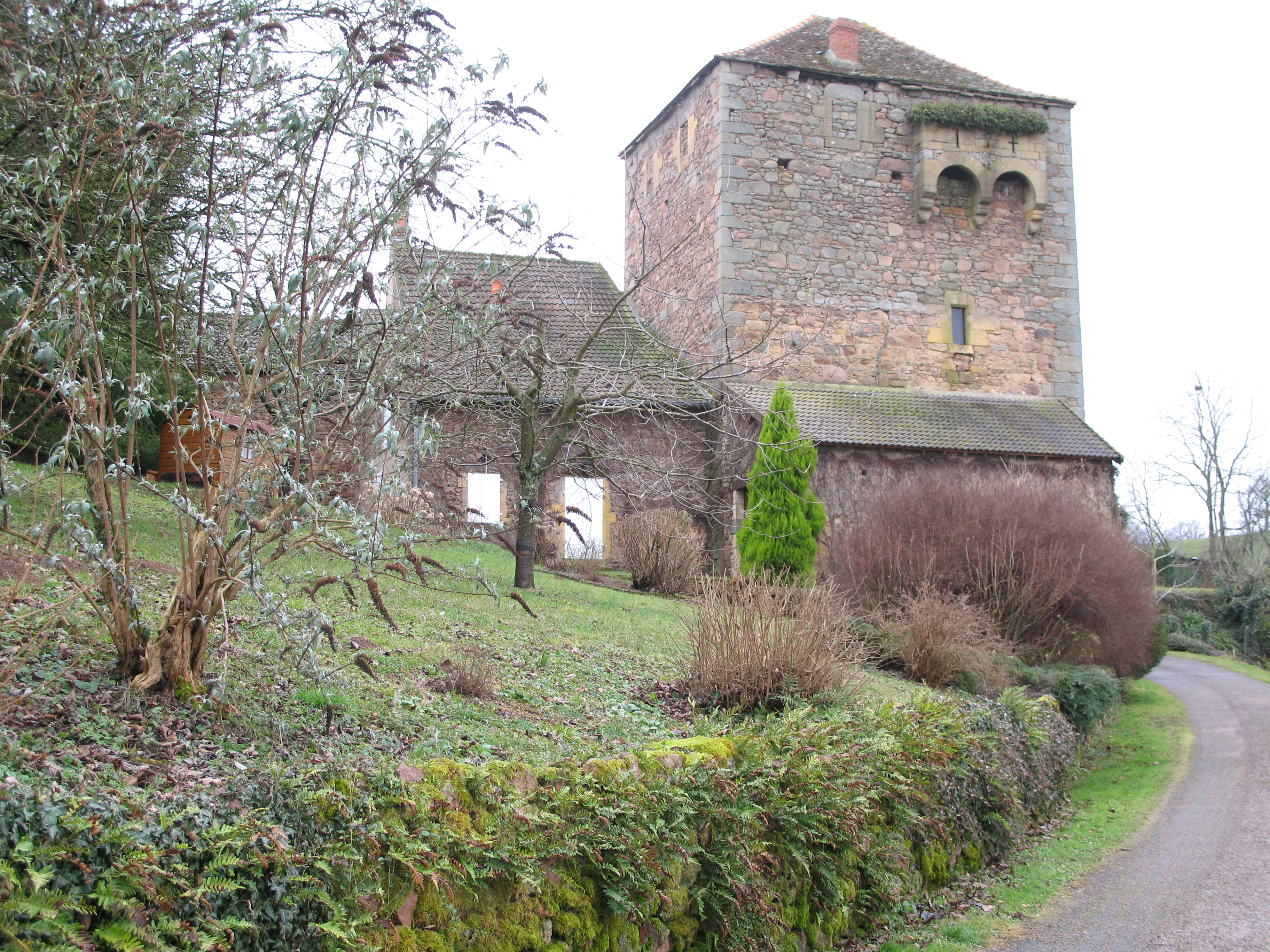
La tour-porche.

L'occupation du site paraît remonter à l'époque carolingienne.
À la fin du XIe siècle le fief aurait été donné à  Hugues de Damas de Semur en partage avant son départ à la croisade en 1118.
En 1262, le château est mentionné pour la première fois lors de son acquisition par Héloïse, dame de Luzy.
En 1336, à la suite du mariage de Guyot de Dyo avec Alix Palatin, les Dyo ajoutent à leur patronyme celui de Palatin. Au milieu du XVIIe siècle, par mariage, Marie-Élisabeth Palatin de Dyo apporte la seigneurie à Louis-Antoine-Hérard Damas d'Anlezy.
Les Dyo (également orthographié « Dio ») conserveront la seigneurie jusqu'à la fin du XVIe siècle ; elle passe alors par mariage à la famille de Damas d'Anlezy ; le château n'est pas habité.
En 1789, Marie-Angélique de Gassion, veuve de Louis Damas d'Anlezy, en est propriétaire. Il est vendu en 1794 comme bien national. Au XVIIIe siècle, le château tombe en ruines.
Au milieu du XXe siècle le donjon et une partie des fortifications ont été restaurés.
La maison forte de Lavaux située également sur la commune de Dyo relevait à l'origine du château de Dyo.

Les armes des Palatin de Dyo.
Les armes des Damas.

## Description
De la vaste enceinte ovale qui ceignait autrefois l'ensemble du sommet de la butte, il ne reste aujourd'hui que des pans de la partie méridionale, qui fut peut-être le château proprement dit. On distingue encore les bases des trois tours circulaires. À l'ouest se dresse une haute tour-porche de plan presque carré, percée de rares ouvertures et qui paraît avoir été bâtie au XIIIe siècle. En 1816, l'ensemble comme le montre un dessin de l'époque était encore pratiquement intacte.
Des maisons d'habitation et des granges, certaines étant fondées sur les bases des murailles, ainsi que des potagers occupent l'enceinte.